# La mujer de Judas (telenovela venezolana)
La mujer de Judas es una telenovela venezolana producida y transmitida por la cadena RCTV en el año 2002. Es una historia original del escritor Martín Hahn. La mujer de Judas se encuentra en el ranking de las novelas más exitosas a nivel mundial siendo que fue vendida a más de 70 países y ésta entre las mejores novelas venezolanas y las más recordadas, la telenovela contó con tal éxito que en su último capítulo logró alcanzar un 80 % de índice de audiencia.
Esta protagonizada antagónicamente por Astrid Carolina Herrera junto con Chantal Baudaux, Juan Carlos García, Luis Gerardo Núñez  y las participaciones antagónicas de Mirela Mendoza, Albi De Abreu, Nacho Huett, Javier Vidal, Kiara y Gledys Ibarra. Además cuenta con las actuaciones estelares de Julie Restifo, Dora Mazzone, Fedra López y la primera actriz Betty Ruth. 
Esta novela constituye la segunda parte de la saga de misteriosos asesinos de Martín Hahn siendo la primera Angélica Pecado y las siguientes Estrambótica Anastasia, La viuda joven y Mi ex me tiene ganas.

## Sinopsis
Carora, noche del 3 de enero. Seis amigas (Altagracia del Toro, Joaquina Leal «La Juaca», Laura Briceño, Elda «Chichita» de Agüero Del Toro, Ricarda Araujo y Marina Batista) se reúnen en la iglesia del pueblo, donde el padre Sebastían es brutalmente asesinado. Las seis mujeres juran llevarse a la tumba el secreto de lo que ha pasado, pero Altagracia, quien pensaba casarse aquella noche con su novio Julián Morera, es sacada a rastras de la iglesia con su traje de novia manchado de sangre y acusada del asesinato de Sebastián, siendo bautizada por el periodista Marcos Rojas Paúl como «la mujer de Judas», ya que en el interior del templo se encontró una estatua rota de San Judas Tadeo. Antes de abandonar Carora, Altagracia asegura que un día volverá para vengarse.
20 años después, Gloria Leal, una joven estudiante de arte con poderes extrasensoriales, es expulsada de la casa en la que estaba viviendo por su tío alcohólico, motivo por el que su madre, «La Juaca», decide llevarla a Carora, lugar al que también acuden dos amigas de Gloria para llevar a cabo juntas su tesis de grado. La llegada de madre e hija coincide con el retorno de Altagracia, quien acaba de obtener un indulto. Al pueblo también regresa Marina, hija no reconocida de Juan Vicente del Toro, padre fallecido de Altagracia y anterior dueño de las Bodegas del Toro, presididas por Salomón Vaisman. Entre Gloria y Salomón surgirá un amor el cual se verá obstaculizado por Emma Brand Echenagucia, prometida de Vaisman, y por la propia Altagracia, quien ve al joven Salomón como su mayor enemigo en su lucha por obtener el dominio absoluto de las bodegas.
El reencuentro de las seis antiguas amigas coincide con la aparición de un misterioso ser que, disfrazado de novia, se dedicará a matar cruelmente a todo aquel que se interponga en su camino. Mediante sus poderes, Gloria, a quien se le aparece el espíritu del padre Sebastián, irá descubriendo poco a poco qué fue lo que ocurrió realmente la noche del 3 de enero, y, sobre todo, quien es el misterioso asesino o asesina que se oculta tras el velo de «la mujer de Judas».

## Reparto
- Astrid Carolina Herrera - Altagracia Del Toro «la mujer de Judas»
- Chantal Baudaux - Gloria Leal
- Juan Carlos García - Salomón Vaisman
- Luis Gerardo Núñez - Marcos Rojas Paúl
- Julie Restifo - Joaquina Leal «La Juaca»
- Gledys Ibarra - Marina Batista / Marina Del Toro Batista
- Javier Vidal - Ludovico Agüero Del Toro
- Dora Mazzone - Elda de Agüero Del Toro «Chichita» / Teresa
- Fedra López - Ricarda Ramírez de Araujo
- Kiara - Laura Briceño
- Albi De Abreu - Alirio Agüero Del Toro
- Roberto Moll - Buenaventura Briceño
- Karl Hoffman - Ernesto Sinclair
- Ámbar Díaz - Petunia López-Redill «Petu»
- Mirela Mendoza - Emma Brand Echenagucia
- Nacho Huett - Ismael Agüero Del Toro
- Estefanía López - Cordelia Araujo Ramírez
- Concetta Lo Dolce - Sagrario Del Toro Sinclair
- Sandy Olivares - Renato Fabiani «René»
- Alejandro Otero - Francisco Cañero «Pancho»
- Kareliz Ollarves - Micaela Bellorín
- Juan Carlos Tarazona - Padre Sebastián Rojas Paúl
- Freddy Aquino - Gabriel Perdomo
- Betty Ruth - Berenice Vda. de Del Toro
- Elisa Stella - Isabel
- Virginia Vera - Santia
- Ileana Alomá - Ivonne
- Alberto Álvarez - Juan Vicente Del Toro
- Rhandy Piñango - Inspector Calixto
- Rodolfo Renwick - Simón Rojas Paúl
- Marcos Campos - Leoncio Araujo
- Deyalit López - Lila Álvarez
- Juan Carlos Gardié - Julián Morera
- Kristin Pardo - Carmen Rosaura Maldonado
- Marielena Pereira - Dulce
- Liliana Meléndez - Rebeca
- Omaira Abinadé - Tita
- José Quijada - Lic. Constantino Sosa
- Gisvel Ascanio - Clementina López-Redill
- Miguel Augusto Rodríguez - Pitercito
- Neo Rodríguez - La Morocha
- Susej Vera - Lorena Plaza de Cañero
- Francis Romero - Directora de la carcel
- Verónica Ortiz - Compañera de celda de Altagracia

## Versiones
- En 2012 se realizó una versión con el mismo nombre La mujer de Judas, realizada por TV Azteca, protagonizada por Anette Michel, Víctor González y Andrea Martí.